# Borja Eduardo Criado Malagarriga
Borja Criado (Barcelona, 16 d'abril de 1982) és un exfutbolista català, que ocupava la posició de davanter.

## Trajectòria esportiva
Va començar a destacar al filial del València CF, arribant a debutar a la màxima categoria amb l'equip de Mestalla. Posteriorment va passar al filial del RCD Espanyol, i el 2006 fitxa pel Ciudad de Murcia, de Segona Divisió, equip en el qual continuaria quan es refundà en Granada 74 CF.
Al febrer del 2007 va donar positiu per Finasteride en un control antidopatge, una substància emprada per emmascarar altres substàncies prohibides. El jugador va al·legar que la seua presència era donada a un producte farmacèutic destinat a créixer el pel, per la qual cosa va ser absolt en primera instància pel Comitè de Competició i el Comitè d'Apel·lació de la Federació Espanyola de Futbol. Però, al gener del 2008, el Comité Espanyol de Disciplina Esportiva li va imposar una sanció de dos anys, rebaixada després a nou mesos. El davanter va anunciar llavors la seua retirada.